# Megaselia termimycana
Megaselia termimycana är en tvåvingeart som beskrevs av Ronald Henry Lambert Disney 1996. Megaselia termimycana ingår i släktet Megaselia och familjen puckelflugor.
Artens utbredningsområde är Taiwan. Inga underarter finns listade i Catalogue of Life.